# Federico di Sassonia-Altenburg
Federico, Duca di Sassonia-Hildburghausen (Hildburghausen, 29 aprile 1763 – Altenburg, 29 settembre 1834), fu duca di Sassonia-Hildburghausen (1780-1826) e duca di Sassonia-Altenburg (1826-1834).

## Biografia
Egli era il più giovane ma l'unico maschio tra i figli di Ernesto Federico III di Sassonia-Hildburghausen, avuto dalla sua terza moglie, Ernestina Augusta di Sassonia-Weimar.

### Successione
Federico succedette al padre come Duca di Sassonia-Hildburghausen nel 1780, appena diciassettenne; per questo motivo, la sua prozia, e il Principe Giuseppe Federico di Sassonia-Hildburghausen, assunsero per lui la reggenza sino alla sua maggiore età, ma questa reggenza si protrasse di fatto sino al 1787, alla morte del Principe Giuseppe.
Sino al 1806 egli era controllato dalla Commissione Imperiale dei Debiti, che era stata posta a capo delle finanze dello stato dati i disagi economici di cui soffriva il ducato da ben 35 anni. Federico, nel 1806, entrò a far parte della Confederazione del Reno e nel 1815 della Confederazione Germanica, che gli garantì, dal 1818, un nuovo assetto del ducato.
Federico era considerato popolare ed intelligente. Quando morì l'ultimo duca di Sassonia-Gotha-Altenburg senza eredi nel 1825, gli altri rami della casata si organizzarono per rivedere la divisione dei ducati (che erano stati suddivisi nel XVII sec. dalla linea ernestina). Il 12 novembre 1826, Federico divenne Duca di Sassonia-Altenburg, a cui diede una prima costituzione nel 1831; in cambio, egli cedette il Ducato di Sassonia-Hildburghausen al Duca di Sassonia-Meiningen.

### Matrimonio ed eredi
A Hildburghausen, il 3 settembre 1785, Federico sposò Carlotta Georgina di Meclemburgo-Strelitz, figlia di Carlo II di Meclemburgo-Strelitz. Dal matrimonio nacquero dodici figli, di cui solo sette raggiunsero l'età adulta:
- Carlotta (1787-1847); sposò il principe Paolo Federico di Württemberg;
- Giuseppe (1789-1868); sposò Amalia di Württemberg;
- Teresa (1792-1854); sposò Ludovico I di Baviera;
- Luisa (1794-1825); sposò Guglielmo di Nassau;
- Giorgio (1796-1853); sposò Maria Luisa di Meclemburgo-Schwerin;
- Federico (1801-1870), non ebbe discendenza;
- Edoardo (1804-1852) sposò Amalia di Hohenzollern-Sigmaringen e Luisa Carolina Reuss di Greiz.

## Ascendenza
|                                                 |                                         |                                                                 | Genitori                                                     |  |  | Nonni |  |  | Bisnonni                                      |  |  | Trisnonni                          |  |
|                                                 |                                         |                                                                 |                                                              |  |  |       |  |  | Ernesto Federico I di Sassonia-Hildburghausen |  |  | Ernesto di Sassonia-Hildburghausen |  |
|                                                 |                                         |                                                                 |                                                              |  |  |       |  |  | Ernesto Federico I di Sassonia-Hildburghausen |  |  | Ernesto di Sassonia-Hildburghausen |  |
|                                                 |                                         | Sofia Enrichetta di Waldeck                                     |                                                              |  |  |       |  |  | Ernesto Federico I di Sassonia-Hildburghausen |  |  |                                    |  |
| Ernesto Federico II di Sassonia-Hildburghausen  |                                         |                                                                 |                                                              |  |  |       |  |  | Ernesto Federico I di Sassonia-Hildburghausen |  |  |                                    |  |
|                                                 |                                         | Sofia Albertina di Erbach-Erbach                                | Giorgio Luigi I di Erbach-Erbach                             |  |  |       |  |  |                                               |  |  |                                    |  |
|                                                 |                                         | Sofia Albertina di Erbach-Erbach                                | Giorgio Luigi I di Erbach-Erbach                             |  |  |       |  |  |                                               |  |  |                                    |  |
|                                                 |                                         | Sofia Albertina di Erbach-Erbach                                | Amalia Caterina di Waldeck-Eisenberg                         |  |  |       |  |  |                                               |  |  |                                    |  |
| Ernesto Federico III di Sassonia-Hildburghausen |                                         | Sofia Albertina di Erbach-Erbach                                |                                                              |  |  |       |  |  |                                               |  |  |                                    |  |
|                                                 |                                         | Filippo Carlo di Erbach-Fürstenau                               | …                                                            |  |  |       |  |  |                                               |  |  |                                    |  |
|                                                 |                                         | Filippo Carlo di Erbach-Fürstenau                               | …                                                            |  |  |       |  |  |                                               |  |  |                                    |  |
|                                                 |                                         | Filippo Carlo di Erbach-Fürstenau                               | …                                                            |  |  |       |  |  |                                               |  |  |                                    |  |
| Carolina di Erbach-Fürstenau                    |                                         | Filippo Carlo di Erbach-Fürstenau                               |                                                              |  |  |       |  |  |                                               |  |  |                                    |  |
|                                                 |                                         | Carlotta Amalia di Kunowitz                                     | …                                                            |  |  |       |  |  |                                               |  |  |                                    |  |
|                                                 |                                         | Carlotta Amalia di Kunowitz                                     | …                                                            |  |  |       |  |  |                                               |  |  |                                    |  |
|                                                 |                                         | Carlotta Amalia di Kunowitz                                     | …                                                            |  |  |       |  |  |                                               |  |  |                                    |  |
| Federico di Sassonia-Altenburg                  |                                         | Carlotta Amalia di Kunowitz                                     |                                                              |  |  |       |  |  |                                               |  |  |                                    |  |
|                                                 | Giovanni Ernesto III di Sassonia-Weimar | Guglielmo Ernesto di Sassonia-Weimar                            |                                                              |  |  |       |  |  |                                               |  |  |                                    |  |
|                                                 | Giovanni Ernesto III di Sassonia-Weimar | Guglielmo Ernesto di Sassonia-Weimar                            |                                                              |  |  |       |  |  |                                               |  |  |                                    |  |
|                                                 | Giovanni Ernesto III di Sassonia-Weimar | Cristina Elisabetta di Schleswig-Holstein-Sonderburg-Franzhagen |                                                              |  |  |       |  |  |                                               |  |  |                                    |  |
| Ernesto Augusto I di Sassonia-Weimar            | Giovanni Ernesto III di Sassonia-Weimar |                                                                 |                                                              |  |  |       |  |  |                                               |  |  |                                    |  |
|                                                 |                                         | Sofia Augusta di Anhalt-Zerbst                                  | Giovanni VI di Anhalt-Zerbst                                 |  |  |       |  |  |                                               |  |  |                                    |  |
|                                                 |                                         | Sofia Augusta di Anhalt-Zerbst                                  | Giovanni VI di Anhalt-Zerbst                                 |  |  |       |  |  |                                               |  |  |                                    |  |
|                                                 |                                         | Sofia Augusta di Anhalt-Zerbst                                  | Sofia Augusta di Holstein-Gottorp                            |  |  |       |  |  |                                               |  |  |                                    |  |
| Ernestina Augusta di Sassonia-Weimar            |                                         | Sofia Augusta di Anhalt-Zerbst                                  |                                                              |  |  |       |  |  |                                               |  |  |                                    |  |
|                                                 |                                         | Giorgio Federico Carlo di Brandeburgo-Bayreuth                  | Cristiano Enrico di Brandeburgo-Kulmbach                     |  |  |       |  |  |                                               |  |  |                                    |  |
|                                                 |                                         | Giorgio Federico Carlo di Brandeburgo-Bayreuth                  | Cristiano Enrico di Brandeburgo-Kulmbach                     |  |  |       |  |  |                                               |  |  |                                    |  |
|                                                 |                                         | Giorgio Federico Carlo di Brandeburgo-Bayreuth                  | Sofia Cristiana di Wolfstein                                 |  |  |       |  |  |                                               |  |  |                                    |  |
| Sofia Carlotta di Brandeburgo-Bayreuth          |                                         | Giorgio Federico Carlo di Brandeburgo-Bayreuth                  |                                                              |  |  |       |  |  |                                               |  |  |                                    |  |
|                                                 |                                         | Dorotea di Schleswig-Holstein-Sonderburg-Beck                   | Federico Luigi di Schleswih-Holstein-Sonderburg-Beck         |  |  |       |  |  |                                               |  |  |                                    |  |
|                                                 |                                         | Dorotea di Schleswig-Holstein-Sonderburg-Beck                   | Federico Luigi di Schleswih-Holstein-Sonderburg-Beck         |  |  |       |  |  |                                               |  |  |                                    |  |
|                                                 |                                         | Dorotea di Schleswig-Holstein-Sonderburg-Beck                   | Luisa Carlotta di Schleswig-Holstein-Sonderburg-Augustenburg |  |  |       |  |  |                                               |  |  |                                    |  |
|                                                 |                                         | Dorotea di Schleswig-Holstein-Sonderburg-Beck                   |                                                              |  |  |       |  |  |                                               |  |  |                                    |  |